# Russisch-Perzische Oorlog (1826-1828)
De Russisch-Perzische Oorlog van 1826 tot 1828 liep uit op een nederlaag voor de Perzen.
In de Russisch-Perzische Oorlog van 1804-1813 hadden de Perzen onder de Kadjaren veel gebieden in de Kaukasus moeten afstaan aan de Russen. Hoewel er in 1813 een verdrag was gesloten tussen de partijen, het Verdrag van Gulistan, was dit voor de Perzen onbevredigend. Toen Rusland in 1827 deze gebieden effectief bezette, dwong de woede van het volk Fath Ali Sjah om de Russen aan te vallen.
Na initieel succes verloren de Perzen, mede omdat de sjah zijn leger in de winter niet betaalde en de Russen veel gebruikmaakten van hun superieure artillerie. De opmars van het Russische Rijk naar het zuiden werd wel tot stilstand gebracht.
De oorlog werd bezegeld met het Verdrag van Torkamanchai van 1828, waarbij Perzië alle claims op verloren gebieden opgaf, en ook het territorium, wat heden Armenië, Nachitsjevan, Nagorno-Karabach, en Iğdır omvat, moest afstaan aan Keizerrijk Rusland. Rusland dwong daarnaast gunstige handelsvoorwaarden voor zijn onderdanen af. Ook mocht het, indien het zou willen, oproep geven aan de Armeense en andere Christelijke onderdanen van Perzië zich te settlen in nieuw veroverde gebieden van Rusland over Perzië in de Kaukasus. Na deze oorlog, waarin Perzië dan na ongeveer 30 jaar aan het Keizerrijk Rusland bijna al haar Kaukasische territoria moest afstaan (nu Georgië, Armenië, Dagestan, en Azerbaijan), werd ook de grens tussen Rusland en Perzië (Iran) vastgesteld met als grens de Aras rivier. Na opheffing van de Sovjet-Unie bestaat deze grens nog steeds, alleen is de rivier nu de grens tussen Iran en Azerbeidzjan.
Russisch-Perzische Oorlog (1651-1653) · Russisch-Perzische Oorlog (1722-1723) · Russisch-Perzische Oorlog (1796) · Russisch-Perzische Oorlog (1804-1813) · Russisch-Perzische Oorlog (1826-1828)